# Dharma (vallás)
A dharma (szanszkrit:धर्म; páli: धम्म, dhamma) több jelentésű fogalom az indiai eredetű vallásokban, a hinduizmusban, a buddhizmusban, a dzsainizmusban, a szikhizmusban. Az ősi indiai iratokban a dharmát különféleképpen értelmezik: természetes rend, a természet törvénye, a törvény és igazságosság, az erkölcsös viselkedés forrása.
A hinduizmusban az az egyetemes törvény, amely minden hatás mélyén rejlik, mindent átható létezésével fenntartja a mindenség örökkévalóságát, működését, és minden létező entitást meghatároz. A világmindenséget, mint szellemi alapelv, élettel elárasztó közegként itatja át, míg az emberrel való misztikus kapcsolatában, mint az örök erkölcsi törvény, igazság kötelességként jelenik meg azáltal, hogy a valóság megismerésének folyamatában az ember igazodni kíván hozzá. Az egész hindu vallásrendszer a dharma gondolatán alapszik, általános elnevezése "szanátana dharma", azaz örök törvény.
A buddhizmusban több fő jelentésben használatos a fogalom. Először is a kozmikus törvényt és rendet jelenti, főként azt amely a karmában és a karma törvénye által megszabott újjászületésben érvényesül. Továbbá a kifejezéssel a történelmi Buddha (Sákjamuni, Gautama Sziddhártha) tanítását, tanát is jelölték; de lehet alkotóelem, jelenség, (tudat)tartam, a valóságot felépítő elem, főleg az Abhidharmában.
A dzsainizmusban a dharma a dzsinák tanítását is jelenti, a legfelsőbb utat, mellyel szemben áll az adharma: a bűn és erkölcstelenség.
A szikhizmusban az igazságosság és a megfelelő vallási gyakorlat útját jelenti.

## Etimológia, jelentések
A dharma (szanszkrit:धर्म) töve dhri, ebből a tőből képzett dharma jelentése: tart, fenntart, hordoz. (páli: dhamma). A szanszkrit szavak többárnyalatú jelentéséhez híven jelölheti még a következőket is: törvény, vallás, igazság, kötelesség, tan, lényeg, alapelv. A Buddhánál ezen felül kifejezi a valóságot, a világ rendjét, a minőséget, tulajdonságot, értéket, eszméket és elveket. A buddhista felfogás a dharma szó többes számának is árnyalt jelentést tulajdonít: az egyedileg elkülönült jelenségek sokaságát fejezi ki, a tapasztalás tényeit, eseményeket, késztetettségüket.

## A hindu filozófiában és vallásban

### Megnyilvánulási formái
A természeti törvények alapját képezi. A vonzás, taszítás, vegyi folyamatok vezérlő elve, az ok és okozat, de maga a szabályoknak alávetett emberi gondolkodás, a logika törvényszerűségei is az egyetemes dharma megnyilvánulásai.
A legegyszerűbb élőlények anyagcseréjétől az emberi szív dobbanásáig az életfolyamatok irányítója.
Indiai hasonlattal: a dharma a fonal, amelyre a világ dolgai, mint gyöngysorra a gyöngyök vannak felfűzve, "nélküle zűrzavarban hullana szét a gyöngyök sokasága".
A dharma a mindenséget meghatározó alapelv, de az élet sokféleségében ezernyi, külön-külön megnyilvánuló törvény alakjában jelenik meg. A hindu (és buddhista) filozófia szerint, emberi mivoltunkban ezeket a részeket nem tudjuk talán egységes egészként felfogni, de tudjuk azt, hogy a látszólag összefüggéstelen jelenségek mögött egy általános törvényszerűség, egy egyetemes értelem található.

#### Az életben
Az önálló egyéni élet (dzsiva) lényege, az öntudat hordozója, amely a felfoghatatlan őseredetből fakad, folyamatos fejlődésben teszi meg az utat abban a körforgásban, amelyet számára a Dharma törvénye előír. Ennek során a természet egyre magasabb fokozatain halad át, és közben megismeri a Létezés különböző aspektusait, eszerint teljesíti be célját, ami a hindu felfogás szerint éppen a megismerés. A Dharma indítja el, vezeti egyre magasabb szintre a sorozatos újjászületések útján. Az Upanisadok (titkos tanítások) szerint a Dharma irányította dzsiva tizennégy létfokozaton megy keresztül. A tizennégy létfokozat rangsorát az öntudat aktuális fejlettségi állapota határozza meg.

#### Mint erkölcsi törvény
A természet a Dharmán keresztül alacsony létfokozatokban az ösztönökön keresztül vezérel. Az erkölcsi megfontolásra képtelen élőlényeket még nem terheli a személyes felelősségérzet. Az emberi öntudat magasabb fokozataiban azonban már a szabad akarat is érvényesül, felelős a tetteiért, képes a Szanátana Dharmát, az Örök Törvényt felismerni, ezáltal a dharma öntudatbeli megnyilvánulása erkölcsi törvénnyé válik. Ez az erkölcsi törvény azonban nemcsak megszívlelendő morális belső szükséglet, hanem kérlelhetetlen parancs. Az ember lázadhat ez ellen, ellenszegülése azonban mindig és szükségszerűen visszahat rá.
Az emberi öntudat lázadása elkerülhetetlen, sőt szükséges a fejlődés, haladás, a megismerési folyamat során. Azért is nyert az ember szabad akaratot, hogy megismerési, önkifejezési, kiteljesedési törekvéseiben döntési képességgel rendelkezzen.
A Dharma tagadása, az ellenszegülés bűn, a megfelelés, elfogadás erény. Mindkét fogalom a hinduknál véges, bűn és erény mindig elkerülhetetlenül, még ha évmilliók múlva is, de elnyeri büntetését, vagy jutalmát, azonban nincs örök büntetés, kárhozat, vagy örök jutalom, üdvözülés. A Dharma Törvényének nem felelne meg véges oknak végtelen okozatot tulajdonítani.

#### Mint kötelesség
Az emberre fejlettsége, adottságai, helyzete miatt más és más egyéni dharma hárul. Saját dharmája egyben kötelessége. Vannak egyetemes általános érvényű dharmák, de vannak személyre szabott egyéni dharmák is, amelyek az egyén tehetségéhez, egyéniségéhez, társadalmi helyzetéhez mérten feladatokat szabnak rá.
A Dharma útját járva az egyén, hajlamától, jellemétől, képességeitől függően elindul a törvény szabta úton. Amennyiben nem a törvény szabta utat járja, bűnt követ el, hiszen megszegi a törvényt, és az szükségszerűen negatív következményekkel jár.
A hindu filozófiai rendszer és vallás azt tartja, hogy az ember egyéni dharmáihoz igazodva csatlakozhat leginkább az általános erkölcsi alapelv követelményeihez, azok parancsait beteljesítve juthat el az egységes világtörvény megismeréséhez.

### A három "sajátság"
A hindu felfogás a dharmától elválaszthatatlannak tartja a három gunát, vagy "sajátságot", a világ létezőinek állandó tulajdonságait, amelyeken keresztül a dharma kifejti hatását: nevük a tamasz, a radzsasz és a szattva.
- A tamasz a létezőben az öntudatlanság, sötétség, összehúzódás alapeleme;
- A radzsasz a mozgékonyság, szenvedély, tevékenység, kiterjedés elve;
- A szattva az öntudatot, nyugalmat, békét, tisztaságot, egyensúlyt testesíti meg.

A gunák együttesen vannak jelen a létezőkben. A létformák fejlettségi fokát az az uralkodó guna határozza meg, amelyik túlsúlyban van a többihez képest. Ennek megfelelően például a kőzetek tulajdonságait a sötét tamasz uralja, a növényvilágban még mindig a tamasz az uralkodó, de már a radzsasz is dominálni kezd, és lassan megjelenik az öntudat hordozója, a szattva is. Az állatvilágban a radzsasz van túlsúlyban, de még elnyomják a tamasszal együtt az öntudatot hordozó szattvát.
Az ember esetében a szattva már elnyomja a másik kettőt, miáltal kiemelkedhet az állatvilágból, de jelentős szerepe van a radzsasznak is, amely tevékenységének, az akarat megnyilvánulásának adhat tág teret. Az ember feladata a szattva folyamatos fejlesztésével, az öntudat szerepének növelése, a világosság, a nyugalom és belső tisztaság szerepének erősítése, az egyensúly szerepének biztosítása.
Minden létezőnél e három sajátság egyensúlya, aránya határozza meg az illető entitás minőségét. A legtisztább elmének is szüksége van azonban a radzsasz és a tamasz jelenlétére, hiszen az anyagi világ körülményei között kell mozgásával, dinamizmusával létét kiteljesítenie.
A dharma követése erősíti a szattvát, amely a gunák egyensúlyát biztosítja. Az erkölcsi törvény természeti törvénnyé lényegül a gunák által: tetteink, gondolataink állandóan befolyásolják egyensúlyi helyzetüket létezési formánkban, amelynek minden esetben elkerülhetetlen következményei vannak.

### A dharma ágazatai

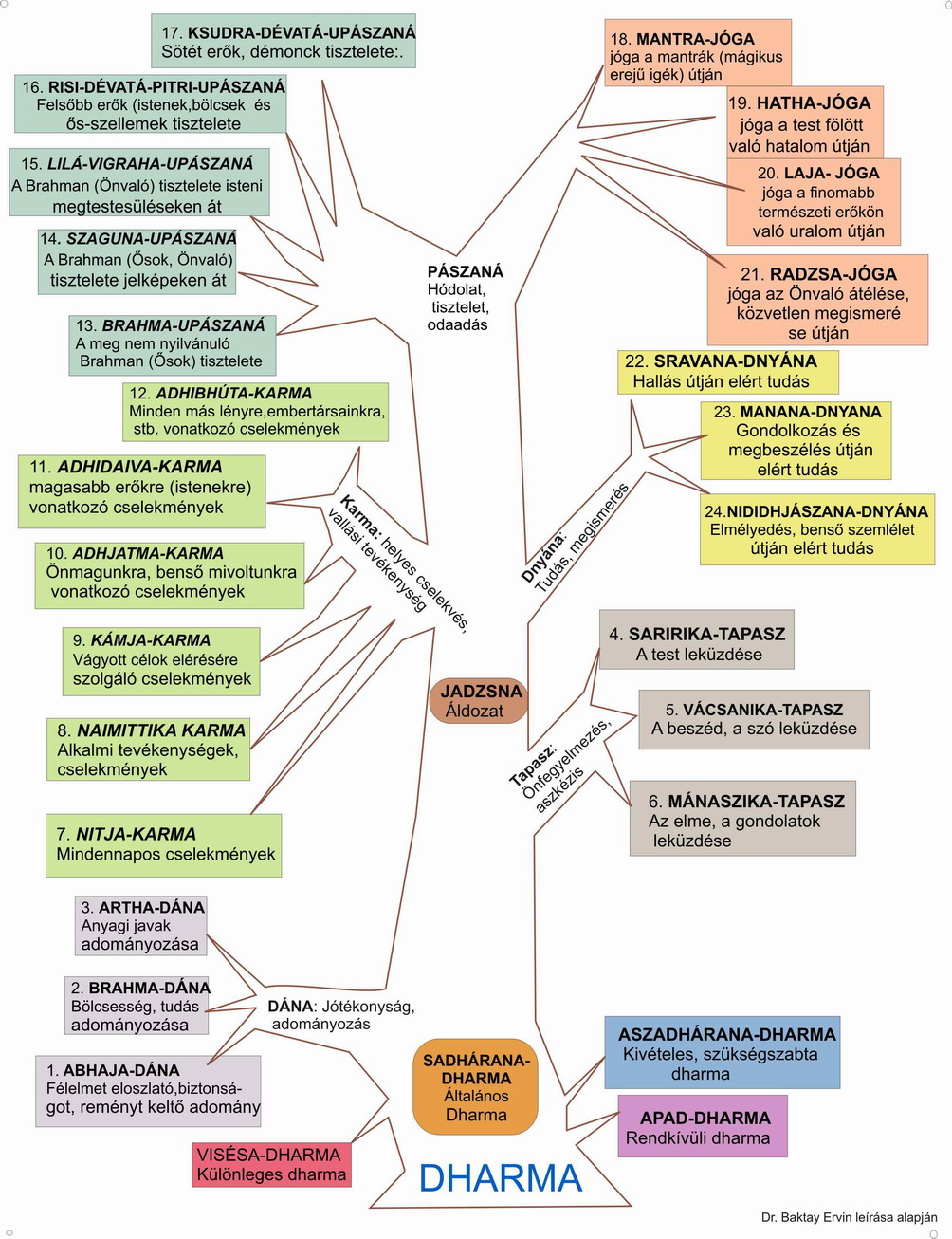
a Dharma ágazatai

A világtörvény számos ágra bomlik, és fejti ki hatását. Vannak mindenkire érvényes kötelezettségek, amelyek az erkölcsi törvények egyetemességével hatnak, de vannak speciális, ritkán előforduló dharmák is, amelyek egyes emberek, vagy az emberi létforma szintjén kötelező érvénnyel bírhatnak. A teljes áttekintést az ábra szemlélteti, az alábbiakban ezek rövid magyarázatára kerül sor.
A négyféle főág:
- Sadhárana-Dharma: általános törvény - a Dharma fájának alapja, maga a törzs;
- Visésa-dharma: különleges törvény - egyes társadalmi osztályokra, csoportokra jellemző;
- Aszadhárana-dharma rendkívüli törvény - egyes emberre jellemző, speciális esetekben kötelező;
- Ápad-dharma: szükségszabta törvény - végszükség esetében kötelező, vagy megjelenő igen ritka törvény.

A Sadhárana-Dharma, általános törvény a következő elágazásokat tartalmazza:
- Dána: jótékonyság, adomány. Részei:

- Abhaja-dána (szeretet adománya)
- Artha-dána (anyagi javak adománya)
- Brahma-dána (bölcsesség adománya)

- Tapasz: önfegyelem, önmegtagadás

- Saririka-tapasz (a test leküzdése)
- Vácsanika-tapasz (a szó, beszéd leküzdése)
- Mánaszika-tapasz (az elme, a gondolatok leküzdése)

- Jadzsna: áldozat, felajánlás. 
 Az embernek adnia kell valamit, azért, hogy maga is kapjon. A Jadzsna teljesíti ki az embert a dharma törvényének megfelelően, bekapcsolja a világ körforgásába. Kialakul a kölcsönösségi viszony az ember és minden más létező között, jogosulttá válik a világ javainak élvezetére. Az áldozat nem lemondás, hanem a hindu felfogás szerint örömteli esemény, amely szorosan kötődik a dharma fogalmához. Addig, amíg a dána és a tapasz a megtisztulás eszközei, amely segítségével magasabb célok felé törekedhetünk, a jadzsna aktív tevékenységet követel. Ezért a dharma "fájának" törzsén helyezkedik el, hogy lehetőséget teremtsen újabb gazdag ágak kibontakozására. Ezek az ágak a következők:
- Karma-jadzsna - vallásos cselekedetekben megnyilvánuló áldozat (a karma itt nem az ok okozati felfogásban szerepel, hanem mint tett, cselekvés)[6]
  - Nitja-karma: mindennapos cselekmények vallási értelemben
  - Naimittika-karma: alkalmi cselekmények, amelyek olyan természetűek, hogy teljesítésük érdemmel, lelki gyarapodással jár
  - Kámja-karma: olyan vallási cselekmények, amelyek valami kifejezett célnak, vágybeli dolgoknak az elérését célozzák. Ilyen lehet például az is, hogy gyermektelenek gyermekáldásért visznek véghez bizonyos vallásos cselekményeket.
- Upászaná-jadzsna (vagy pászaná-jadzsna) - a hódolat, gyakorlati istentisztelet áldozati műve. Részei az upászaná és a jóga ágazatok csokra. 
  - Brahma-upászaná: A meg nem nyilvánuló Brahman (Ősok) tisztelete
  - Szaguna-upászaná: A Brahman (Ősok, Önvaló) tisztelete szimbólumokon, attribútumokon át
  - Lilá-vigraha-upászaná: A Brahman tisztelete isteni megtestesüléseken át. A hinduk az Egyisten-Háromság (trimúrti) második személyének, Visnak, a Fenntartónak tulajdonítják azt a szerepet, hogy testet öltve alászáll a földi létbe és tanító, vezérlő, üdvözítő munkát végez. A dharma egyetemes tana itt nemcsak az ismert avatárákat érti, hanem általában az isteni megtestesülés fogalmát. Így válik érthetővé, miért tartja nagyra a fejlett szellemiségű hindu a kereszténységet is: Jézusban is avatárt lát és készséggel elfogadja teljes-megtestesülésnek.[7] Hogy nem válik kereszténnyé, ez azért van, mert a dharma tanának alapján tudja, hogy, "minden helyes út Istenhez vezet."
  - Risi-dévatá-pitri-upászaná: Felsőbb erők (dévák, risik és ős-szellemek tisztelete). A dévák a félistenek; a risik az ős-bölcsek, akik mintegy közvetítői voltak Isten teremtő és életadó munkájának. A pitrik, vagyis az ős-szellemek az emberi faj ősei, nem annyira testi, mint inkább elvi értelemben.
  - Ksudra-dévata-upaszana: Sötét erők, démonok tisztelete. A hinduk között igen nagy a száma azoknak a szektáknak, amelyek voltaképpen csak a démontiszteletig jutottak el.

A jóga egyesülést, eggyé-válást jelent, művelői a jógik, akik szellemi koncentrációval, összpontosítással az univerzummal, a mindenséggel való egyesülésre törekednek, végső soron a teremtő Brahmannal. Ágazatait lásd a jóga cikkben.
- Dnyána-jadzsna - a tudás és megismerés metafizikai, nem racionális áldozati műve. 
  - Sravana-dnyána: hallás útján elért tudás
  - Manana-dnyana: gondolkozás és megbeszélés útján elért tudás
  - Nididhjaszana-dnyána: elmélyedés, benső szemlélet útján elért tudás

## A buddhizmusban

### Dharma
Az az igazság/törvény, amelyre Buddha ráébredt és aztán tanított, a Tan. A Dharma rendszerint nemcsak Buddha mondásaira utal, hanem az ezekre alapozó későbbi iskolák tanításaira is. A Dharma a buddhizmus három drágaságának egyike, amelyekben a buddhista gyakorló menedéket vehet. Ezek a
- Buddha – a történelmi Buddha és/vagy a buddha-természet, a tudat képessége a megvilágosodásra
- Dharma/Dhamma – a tanítások és módszerek összessége
- Szangha – a szerzetesi gyülekezet vagy minden buddhista

A tanítások követése a Dharma gyakorlása, a megvilágosodás elérése a Dharma megvalósítása. A Dharma magában foglal olyan fő tanításokat, mint a négy nemes igazság, a nemes nyolcrétű ösvény, a függő keletkezés, a tapasztalható világ 3 sajátossága (trilaksana), és további tanításokat is.

### Abhidharma
Az abhidharma filozófiában 75 dharmát/jelenséget sorolnak fel, amelyeket különböző kategóriákba sorolnak, osztályoznak, abból a célból, hogy az egész valóságot – anyagi és nem anyagi szinten – le tudják írni. Kizárólag ezek azok az alkotóelemek, amelyek végső soron léteznek. Ez különösen nagy jelentőséggel bír az emberi tapasztalás analizálásának szempontjából. Ahelyett, hogy kijelenthetnék, hogy a különböző tudati állapotok egy érzékelő szubjektumot (lélek, átman) feltételeznek, az abbhidharma filozófusok az mondják, hogy a tudatállapotok ezen 75 dharma pillanatnyi együttállásának termékei. Az érzékelés legkisebb egysége a tudatpillanat, ezekből épül fel egy látszólagos tudatfolytonosság.
Későbbi buddhista gondolkodók, köztük Nágárdzsuna (a madhjamaka iskola megalapítója) kétségbe vonják a dharmák valódi, különálló létezését is, tehát a dharmák sem létezhetnek függetlenül minden mástól. Ezt hívják dharma-súnjatának, a dharmák természete végső soron üres.
A jógácsárára iskola dolgozta ki a trikája (3 test) tanát, amelyek egyike a dharma-kája. Világi szempontból ez jelenti azon kiváló tudati kvalitások összességét, amelyek a Buddha tudatát alkotják vagy jellemzik.

### A dharmák mint lételemek

A Dharma-kerék, az egyik legfontosabb buddhista szimbólum

A buddhista iskolák kísérlete a dharma lényegének megragadására alapját képezi a „dharma-tan” kifejlődésének, amelynek során kialakul a múltban, jelenben és jövőben létező, valóságos dharmák fogalmi rendszere. A dharma-tan megkülönbözteti az ember érzékszerveivel megtapasztalható, jelenben létező dharmákat, azok időben változatlan lényegétől. A jelenben a dharmák folytonosan változnak, pillanatnyi életűek, hatásuk azonban fennmarad, hiszen természetüket múlt, jelen és jövő időben hordozzák. A dharma természete (öntermészet, páli:szabháva) tehát nem más, mint a legfelsőbb létezés. A buddhizmus iskoláinak különböző definíciói a dharmá(k)-ra vonatkozóan talán a következő megfogalmazásban találkoznak: „öntermészeti és általános jegyüket hordozzák, ezért valóságelemek”.
A dharmák folyamatos mozgásban vannak, azonban nem ok nélkül, egymástól függetlenül jelennek meg, és nem is véletlenszerűen enyésznek el, hanem szigorú törvényszerűségek alapján. Buddha tanítása szerint a valóságelemek az Örök Világtörvény (Szanátana Dharma) végtelen sokaságú megnyilvánulásai, amelyek jelen vannak az univerzum rendjében, a karma ok-okozat elvén alapuló erkölcsi és anyagi világrend kialakításában. A föld, víz levegő, tűz ilyen végső lételemek (dharmák), de az emberi képességek, tulajdonságok is, mint látás, hallás, érzékelés, az öntudat, a nem tudás, a gyűlölet, a vágy, az óvatosság, a dicsőség, a szépség, a gazdagság, az igazság, a hamisság, a nemi hovatartozás, az alvás, az éhség, a betegség, a születés, a keletkezés, öregedés, halál és sok-sok más is.
A théraváda irányzatból kifejlődött szarvásztiváda iskola összesen 75 dharmát különböztet meg, amelyet 5 főcsoportba rendezett:
- Tizenegy forma
- Egyetlen tudat
- A negyvenhat „egyetlen tudathoz társuló”
- A tizennégy „tudattól elválasztott”
- A három „nem késztetett”

A théraváda iskola eredetileg 170 dharmát, négy fő osztályba sorolva különböztet meg: 89 tudatállapot, 52 tudattényező, 28 forma, és a „nem késztetett kialvás” csoportjait.